# Claude Bernard
Claude Bernard (n. 12 iulie 1813, Saint-Julien, Rhône-Alpes, Franța – d. 10 februarie 1878, Paris, Franța) a fost medic și fiziolog francez. Este considerat părintele fiziologiei și fondatorul medicinei experimentale. Unul dintre marii investigatori științifici în domeniul medicinei, este cunoscut pentru cercetările sale privind mecanismele digestiei, în special pentru descoperirea funcției glicogenice a ficatului, a acțiunii sucului pancreatic și a mecanismului vasomotor. În lucrarea sa fundamentală, "Introducerea în studiul medicinei experimentale", apărută în 1865, a pus bazele metodei experimentale în cercetarea științifică în general, și medicală în special. Ea presupunea efectuarea de observații și experiențe pe animale pentru studiul unor boli, al cauzelor lor și a remediilor posibile.

## Biografie
După ce a frecventat o școală de tip iezuit din orașul învecinat, Villefranche-sur-Saône, la 19 ani, Bernard merge la colegiul din Lyon, unde se pregătește și ca preparator pe lângă un farmacist.
După studii de farmacologie, își încearcă norocul în domeniul dramaturgiei, reușind să scrie o piesă în cinci acte, Arthur de Bretagne, pe care, în 1834, o prezintă la Paris, însoțită de o introducere a criticului literar Saint-Marc Girardin. Acesta îl sfătuiește să se reorienteze către medicină.
Urmând sfaturile criticului literar, Claude Bernard își continuă studiile. Intră în contact cu marele fiziolog François Magendie, care deținea catedra de medicină la Collège de France din Paris și devine asistentul acestuia în cadrul spitalului Hôtel-Dieu.
În 1841, Bernard devine "preparator" în cadrul prestigioasei facultăți, în 1843 obține licența, iar în 1855, îi succede lui Magendie la conducerea catedrei de specialitate.
În 1845, Claude Bernard se căsătorește cu Françoise Marie (Fanny) Martin, o căsătorie mai mult de conveniență. Totuși zestrea acesteia îi va finanța experimentele.
Bernard este, succesiv, profesor la Collège de France, la Sorbona și în final, la Muséum national d'histoire naturelle ("Muzeul Național de Istorie Naturală").

## Activitatea

### Contribuții
Una din contribuțiile sale notabile pentru progresul medicinei a fost descoperirea rolului jucat de glanda pancreatică. Bernard a dovedit că secreția acesteia joacă un rol important în digestie.
Un alt domeniu original de investigație a constat în studiul funcției glicogenice a ficatului. Bernard a dovedit că ficatul este cel care face ca zaharurile să se repartizeze, prin intermediul sângelui, în întregul organism.
O a treia mare contribuție în fiziologie a constituit-o descoperirea mecanismului vaso-motor.

### Medicina experimentală
Claude Bernard își consacră întreaga sa carieră studiului fiziologiei.
Cum el însuși a declarat, unul din țelurile activității sale, a fost promovarea metodei științifice în cercetarea medicală. A respins orice prejudecată și s-a bazat numai pe experiment. Contrar contemporanilor săi, susținea ideea conform căreia evoluția ființelor vii se supune acelorași legi ale materiei (unitatea lumii materiale).
Una din metodele sale de cercetare era vivisecția. Bernard susținea că progresul medicinei și necesitatea ușurării suferinței umane ar justifica suferința animalelor, care era puternic contestată chiar și de către soția sa. Aceasta (ca și fiica lor, de altfel) și-a manifestat în nenumărate rânduri indignarea. Cei doi s-au despărțit, iar ea a devenit o luptătoare împotriva practicii vivisecției.

### Homeostazia
Claude Bernard a fost primul (în 1865) care a observat că parametrii fiziologici ai corpului uman, precum temperatura, presiunea arterială etc., tind să-și mențină stabilitatea astfel încât organismul să se mențină în echilibru. Această proprietate a fost denumită ulterior de către medicul american Walter Cannon în anul 1932, homeostazie.

### Alte cercetări
Bernard a studiat acțiunea fiziologică a unor substanțe toxice ca: monoxidul de carbon și extractul otrăvitor, numit curara al unor plante toxice.
Bernard a testat pe câini toxicitatea monoxidului de carbon (1846) și a observat că sângele animalelor, ce inhalau acest gaz, dobândea o culoare neobișnuită.

### Scrieri
- Introduction à l'étude de la médecine expérimentale, Champs, Flammarion, ISBN 2-08-081137-1
- Principes de médecine expérimentale, éd. PUF, 1947

Cursurile sale au fost publicate în: 
- Leçons de physiologie expérimentale appliquée à la médecine, 1855
- Leçons sur les effets des puissances toxiques et médicamenteuses, 1857
- Leçons sur la physiologie et la pathologie du système nerveux, 1858
- Leçons sur les propriétés physiologiques et les altérations pathologiques des différents liquides de l'organisme, 1859
- Leçons et expériences physiologiques sur la nutrition et le développement, 1860

## Titluri și distincții
- Profesor la Collège de France
- Profesor la Sorbona
- Profesor la Muzeul Național de Istorie Naturală
- 1864: membru străin al Royal Society
- 1865: senator
- 1868: Premiul pentru fiziologie experimentală acordat de Academia Franceză de Științe, pentru studiul pancreasului.
- 1876: Medalia Copley